# Krimmler Ache
La Krimmler Ache est une rivière autrichienne qui coule dans le land de Salzbourg. Elle est un affluent de la Salzach et donc un sous-affluent du Danube.